# Punnettia hubrechti
Punnettia hubrechti är en djurart som tillhör fylumet slemmaskar, och som beskrevs av Stiasny-Wijnhoff 1926. Punnettia hubrechti ingår i släktet Punnettia och familjen Drepanophoridae. Inga underarter finns listade i Catalogue of Life.